# Godard van Reede, 1er comte d'Athlone
Godard van Reede, 1er comte d'Athlone, (Amerongen, 4 juin 1644 – Utrecht, 11 février 1703), également connu sous les patronymes de Godard van Ginkel ou Godard de Ginkell, était un maréchal au service des Provinces-Unies et un général au service de l'Angleterre. Il a participé à la guerre de succession d'Espagne.
Originaire d'une famille noble, il porte le titre de Baron de Reede, étant le fils ainé de Godard Adrian van Reede (nl), Baron d'Amerongen.
Pendant la guerre de succession d'Espagne, Ginkell prit la tête en 1702 comme Maréchal de l'armée des Provinces-Unies, servant sous les ordres du duc de Marlborough, commandant en chef des forces alliées aux Pays-Bas.
À sa mort, son fils ainé, Frederik Christiaan van Reede (nl) a pris le titre de second comte d'Athlone.

## Sources et bibliographie
Les sources sont classées par date de parution
- Jean Churchill de Marlborough, Histoire de Jean Churchill, duc de Marlborough, vol. 1, Jean Imprimerie Impériale (Paris), 1808, 409 p. (lire en ligne).
- de Vault, Mémoires militaires relatifs à la guerre d'Espagne sous Louis XIV, vol. 2, Imprimerie Royale(Paris), 1836, 910 p..
- James Carmichël-Smith, Histoire abrégée des guerres dont les Pays-Bas ont été le théatre, F Oudart (Liége), 1843, 391 p..
- Louis-Prosper Gachard, Histoire de la Belgique au commencement du XVIIIe siècle, Librairie européenne C. Muquardt (Bruxelles), 1880 (lire en ligne).
- Henri Pirenne, Histoire de Belgique, vol. V, Lamertin, 1926, 584 p. (lire en ligne).
- (nl) Friso Wielenga, Geschiedenis van Nederland : Van de Opstand tot heden, Boom (Amsterdam), 2012, 421 p..